# Camilo Procaccini
Camillo Procaccini (Bolonya, 1551 - Milà, 21 d'agost de 1629 fou un pintor italià de l'escola Bolonyesa. Fill del pintor Ercole Procaccini i germà gran de Giulio Cesare i de Carlo Antonio, ambdós també pintors.

## Biografia
El 1588 es va traslladar a Milà amb tota la seva família, en el seguici del comte Pirros Visconti Borromeo, personatge que li va encarregar la decoració del Ninfeu de la Villa Borromeo Visconti de Lainate. A Milà també feu unes pintures a l'orgue del Duomo el 1592, així com els Sants Ambrós i Agustí del mateix lloc.
La capacitat del Procaccini s'aprecia en les seves primeres obres on es poden veure treballs com el cicle de frescos de l'església de San Prospero, a Reggio Emilia, del 1587, que constitueixen veritables obres mestres.
Altres treballs dignes d'esmentar són els frescos de la nau i l'absis de la catedral de Piacenza, en col·laboració amb Ludovico Carracci, i els frescos del cor de l'església de Sant Pau de Milà, de 1625.
Al fons del Museu Nacional d'Art de Catalunya es conserva el seu dibuix Dos caps de Joves, que fou exposat temporalment a l'Exposició de la col·lecció de Raimon Casellas el 1992 i prèviament en una altra exposició al Museu d'Història de la Ciutat, el 1987.